# Cylindrostoma triangulum
Cylindrostoma triangulum is een platworm (Platyhelminthes). De worm is tweeslachtig. De soort leeft in het zoute water.
Het geslacht Cylindrostoma, waarin de platworm wordt geplaatst, wordt tot de familie Cylindrostomidae gerekend. De wetenschappelijke naam van de soort werd voor het eerst geldig gepubliceerd in 1962 door Karling.